# Любушка (фільм, 1961)
«Любушка» — радянський художній фільм 1961 року режисера Володимира Каплуновського за повістю Петра Ширяєва.

## Сюжет
Відступаючі білокозаки відбирають у селянського хлопчика Сьомки (Віктор Коваль) жеребця, а кобилу, яка стала їм непотрібною, кидають біля дороги. Кобила так погано виглядає, що батько Сьомки — Микита Ликов (Євген Шутов) чекає темряви, щоб привести її в село. Ветеринар, якому показують коня, впізнає в ній знамениту орловську кобилу на прізвисько Любушка. Ликовим вдається її виходити, але в голодний 1921 рік вона гине, залишивши маленьке лоша, якого назвали Онук Тальоні. Через три роки Микита привозить лоша в Москву, де наїзник Лутошкін (Олег Єфремов) і конюх Філіп Якимович (Євген Євстигнєєв) готують його до перегонів. В день змагань Лутошкін викликає Ликових, щоб вони побачили, як син Любушки — онук знаменитого рисака Тальоні — бере головний приз.

## У ролях
- Євген Шутов — Микита Лукич Ликов, селянин
- Олег Єфремов — Олімп Іванович Лутошкін, наїзник
- Євген Євстигнєєв — Філіп Якимович, старший конюх
- Сергій Ромоданов — Аристарх Сергійович Бурмін, конезаводчик
- Володимир Заманський — Микола Тимофійович Пеньков, голова сільради
- Павло Тарасов — Олександр Єгорович, ветеринар
- Лаврентій Масоха — Михайло Михайлович Груздєв
- Леонід Куравльов — Олександр Іванович
- Віктор Коваль — Сьомка Ликов
- Валентина Владимирова — Настасья, дружина Ликова
- Ігор Сретенський — Микола Петрович Губарєв
- Олександр Шворін — Васька Синіцин, наїзник
- Юрій Бєлов — Дмитро, кухар у Бурміна
- Юрій Медведєв — секретар в сільраді
- Георгій Гумільовський — Культяпий
- Георгій Слабиняк — господар чайної
- Раднер Муратов — Павлик, конюх
- Олександр Лебедєв — Ванька, конюх
- Віктор Колпаков — Семен Андрійович, коновал
- Леонід Пирогов — генерал
- Наталія Архангельська — Дар'я Бурміна
- Тамара Логінова — покоївка
- Ніна Дорошина — Кланька
- Отар Коберідзе — товариш Гречуха, червоний командир (озвучує Євген Матвєєв)
- Антоніна Максимова — дама на бігах
- Юрій Кірєєв — Нікола, матрос
- Кіра Канаєва — Аграфена Уварова
- Володимир Лебедєв — дядько Никифор, стрілочник
- Валентина Сперантова — Адель Максимівна, економка у Бурміна
- Володимир Маренков — Рудий, сусід Ликових

## Знімальна група
- Режисер:  Володимир Каплуновський
- Сценарист:  Микола Ердман
- Оператор:  Еміль Гулідов
- Композитор:  Микита Богословський
- Художник:  Олексій Пархоменко